# 吉祥りら
吉祥 りら（きっしょう りら、1月8日 - ）は、日本の女性漫画家。岡山県出身。血液型はA型。商業漫画のかたわら同人活動も行っている。

## 作風
男子校や男性従業員のみの書店など、主人公や登場人物の殆どが美少年である作品が多い。
作中に女性キャラクターは登場しないが、少年同士のBL的な恋愛要素はなく、内容はギャグが主体である。
眼鏡をかけた黒髪の美少年がよく出てくる。

## 作品リスト

### 漫画
- 生徒の味方・はじめとあつし（comic B's-LOG）
- MasterCall（月刊少年ブラッド）
- ブックストアーイケメン（comic B's-LOG）
- 先生、イケメンです!（FlexComixフレア）
- 黒猫は彼に恋しない約束（FlexComixフレア）

### ゲーム
- Last Escort -Club Katze- （ラストエスコート クラブカッツェ）（ディースリー・パブリッシャー） - キャラクターデザイン

## 単行本
- ブックストアーイケメン
- 先生、イケメンです!